# Monti Ausoni
De Monti Ausoni vormen een gebergte in het zuiden van de Italiaanse regio Lazio, tussen de provincies Latina en Frosinone. Het gebergte is onderdeel van de zijtak van de Apennijnen die naar de Tyrreense Zee leidt, waar het eindigt bij het schiereiland van Gaeta. In het noorden wordt het gebergte begrensd door de Monti Lepini en in het zuiden door de Monti Aurunci. De naam komt van het voor-Romeinse volk Ausones, die in Midden-Italië leefden. De Monti Ausoni bestaan voornamelijk uit brokkelige kalksteen. De hoogtes variëren van heuvels tot de 1.052 m van de Cima del Nibbio, de 1.041 m van de Monte Calvo en de 1.116 van de Monte Calvilli. Vlakbij Pastena liggen de Grotte di Pastena, die tot de grootste grotten van Lazio behoren.
De hoogste bergen in de Monti Ausoni zijn:
- Monte Calvilli, 1.116 m
- Monte delle Fate, 1.090 m
- Cima del Nibbio, 1.052 m
- Monte Calvo, 1.041 m
- Monte Chiavino, 1.028 m
- Monte Schierano, 892 m
- Monte Cappello, 798 m

## Natuur
Een deel van de bergen wordt beschermd door een wildernisgebied, dat in 1999 werd opgericht. Het beslaat 4.230 hectare. De meeste valleien zijn bedekt met bossen (van eiken, kurkeiken en esdoorns). Er zijn ook soorten Quercus virginiana, carpinella, espen en laurier. Onder de bomen bevindt zich talrijke zeldzame en endemische flora, zoals Crocus imperati subsp. imperati, Narcissus poeticus, Asphodeline lutea, Daphne oleoides en Iris relicta.
Op 19 november 2008 werd het regionale natuurpark Monti Ausoni e Lago di Fondi, met een oppervlakte van 12.909 hectare, opgericht.

### Important Bird Area
De Monti Ausoni zijn samen met de Monti Aurunci aangewezen als Important Bird Area door BirdLife International vanwege het belang voor significante populaties van de slechtvalk en de zomertortel.